# Arâches-la-Frasse
Arâches-la-Frasse est une commune française située dans le département de la Haute-Savoie, en région Auvergne-Rhône-Alpes.
Commune touristique, elle accueille deux stations de sports d'hiver et un domaine skiable, Flaine et Les Carroz d'Arâches.

## Géographie
La commune d'Arâches-la-Frasse comprend les villages de La Frasse, Treydon, Ballancy, Creytoral, Arâches et le Laÿs ; ainsi que les stations de sports d'hiver des Carroz et de Flaine. Cette commune se situe entre 800 et 1 600 mètres d'altitude, en balcon au-dessus de la cluse de l'Arve dans sa définition la plus large, en rive droite de l'Arve, à l'est de Cluses et au nord de Sallanches.
L'accès principal à la commune se fait via la route départementale 6 qui part du hameau de la Balme dans la vallée de l'Arve sur la commune de Magland et qui franchit les falaises de la cluse par une série de virages en lacet. La route départementale 106 qui la prolonge en cul-de-sac dessert les villages d'Arâches et des Carroz puis se termine à Flaine accessible via de nouvelles séries de virages en lacet. Arrivée à Arâches, la route départementale 6 se dirige vers le nord pour déboucher au col de Châtillon via le col de la Croix Verte, constituant le second accès routier à la commune. Des chemins et pistes forestières depuis Magland ou Morillon desservent également cette commune relativement enclavée. Un projet d'ascenseur valléen avec le Funiflaine apporterait une alternative routière à l'accès à la station de Flaine.

## Urbanisme

### Typologie
Au 1er janvier 2024, Arâches-la-Frasse est catégorisée commune rurale à habitat dispersé, selon la nouvelle grille communale de densité à sept niveaux définie par l'Insee en 2022.
Elle est située hors unité urbaine et hors attraction des villes,.

### Occupation des sols
L'occupation des sols de la commune, telle qu'elle ressort de la base de données européenne d’occupation biophysique des sols Corine Land Cover (CLC), est marquée par l'importance des forêts et milieux semi-naturels (86,8 % en 2018), une proportion sensiblement équivalente à celle de 1990 (87,3 %). La répartition détaillée en 2018 est la suivante : 
forêts (56,5 %), milieux à végétation arbustive et/ou herbacée (24,4 %), zones agricoles hétérogènes (6 %), espaces ouverts, sans ou avec peu de végétation (5,9 %), zones urbanisées (5,4 %), espaces verts artificialisés, non agricoles (1,9 %).
L'IGN met par ailleurs à disposition un outil en ligne permettant de comparer l’évolution dans le temps de l’occupation des sols de la commune (ou de territoires à des échelles différentes). Plusieurs époques sont accessibles sous forme de cartes ou photos aériennes : la carte de Cassini (XVIIIe siècle), la carte d'état-major (1820-1866) et la période actuelle (1950 à aujourd'hui).

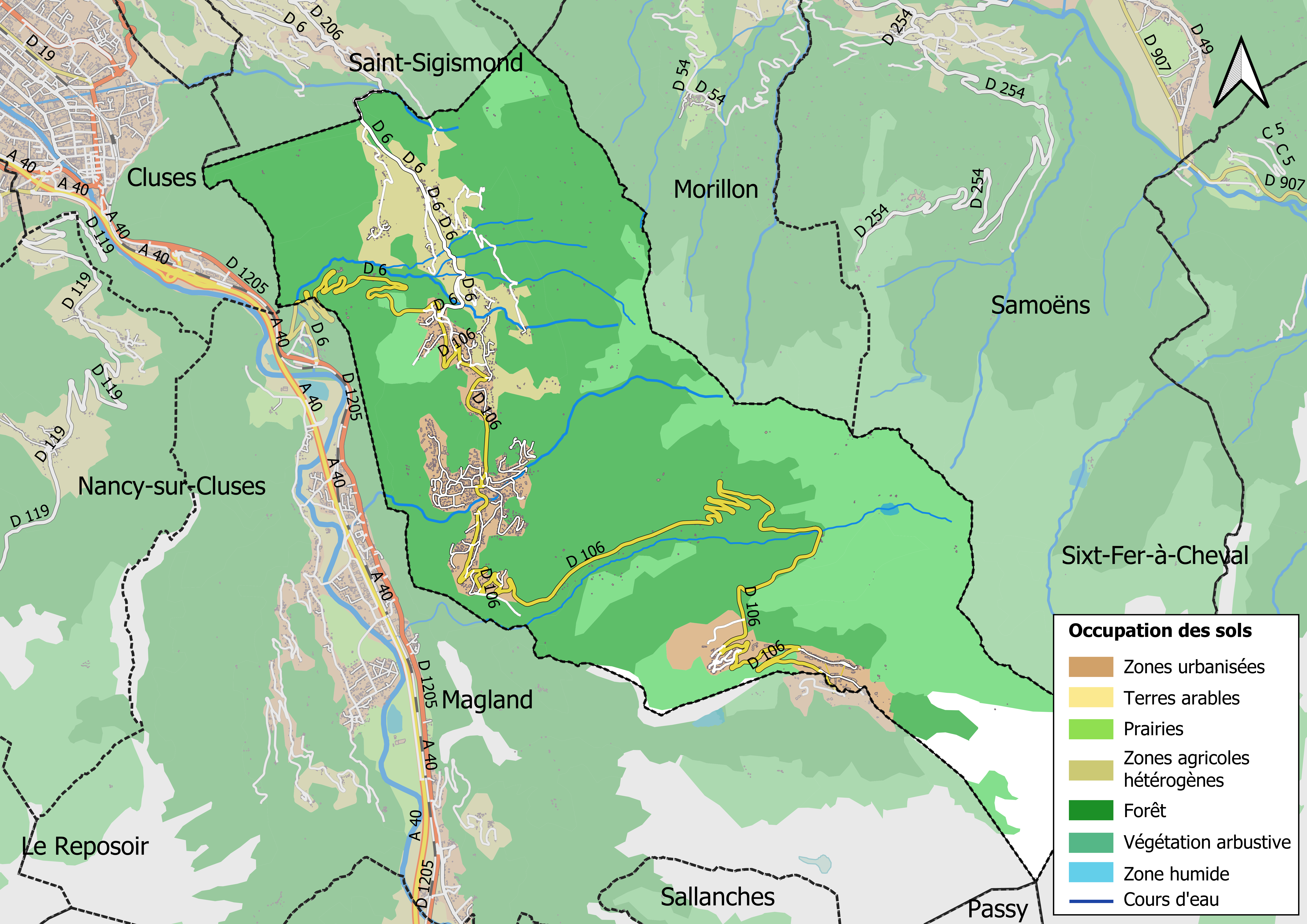
Carte des infrastructures et de l'occupation des sols en 2018 (CLC) de la commune.
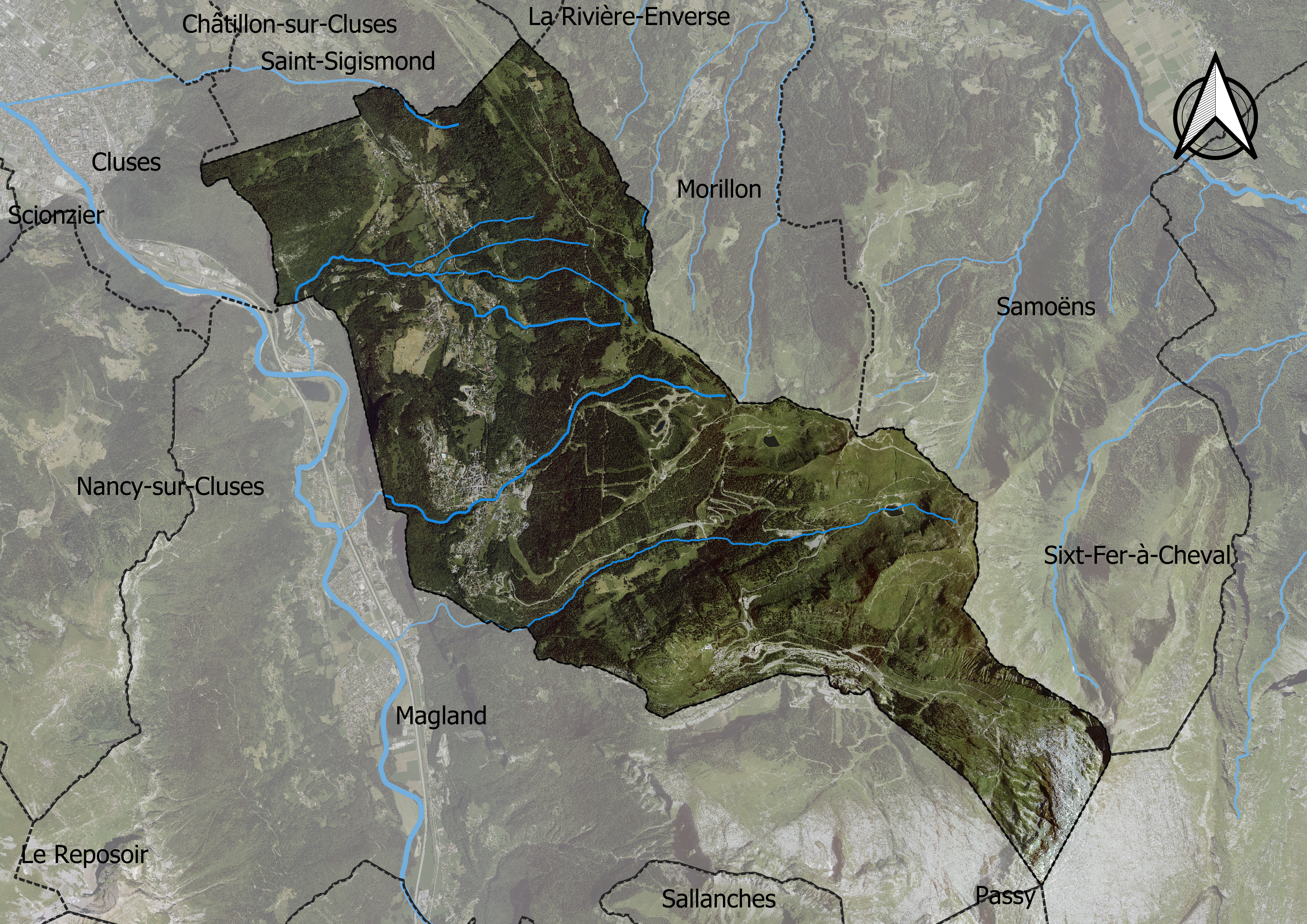
Carte orthophotogrammétrique de la commune.

## Toponymie
Le toponyme varie de Arachia en 1204, puis Arachi en 1272, enfin Arache.
Les communes d'Arâches et de La Frasse fusionnent en 1973 (observant les exigences de la loi Marcellin de 1971 à l’époque). Le 1er janvier 2000, la commune d'Arâches modifie son nom pour devenir Arâches-la-Frasse.
- Arâches

D'après Charles Marteaux, ce terme serait d'origine ligure (Arasca) et serait « (le) nom le plus ancien de son torrent ». On trouve un Airasca dans la province de Turin.
Pour Ernest Nègre, dans son ouvrage Toponymie générale de la France (1990), il serait un mot francoprovençal, arachi, désignant un lieu défriché. Le mot serait issu du bas latin exradicare (préfixe ex- et radicis, signifiant racine), du latin eradicare, et qui a donné en vieux français esrachier.
En francoprovençal, le nom de la commune s'écrit Arâshe, selon la graphie de Conflans.
- La Frasse

D'après Charles Marteaux, ce nom d'origine latine ou pré-latine (fraxea, frascia, fracia, frassia ou frasca) désigne « un terroir de broussailles dans les lieux montagneux »,. En francoprovençal, frache désigne les « broussailles le long des torrents ». Pour le Dictionnaire savoyard, plus ancien (1902), ce mot serait un mot patois fraçhi, signifiant « couper à ras de terre ».
Mais selon Hubert Bessat et Claudette Germi (Les noms du paysage alpin, 2001), ce nom est une variante du toponyme savoyard frette/frête qui signifie « crête, arête rocheuse ».

## Histoire
En 1699, Charles de Rochette obtient que les seigneuries d'Arâches et de Scionzier, qu'il vient d'acheter, soient érigées en comté par le duc Victor-Amédée II de Savoie. Ces achats font suite à celui du château de Cohendier en 1684, qui avait permis au seigneur de Rochette de porter le titre de baron de Cohendier.
La vallée d'Arâches possède une source d'eau minérale ferrugineuse, au-dessus du village des Moulins, et une mine de houille à l'extrémité d'un ravin formé par le torrent de Planajoux, au-delà du village de Pernant. En 1750,  cette mine est exploitée par mademoiselle de Bellegarde des Marches et par la célèbre baronne de Warens. Le chevalier de Buttet, du corps royal d'artillerie, l'examine, par ordre de la cour de Turin, et propose un couloir en bois, pour dévaler le charbon jusqu'au bord de l'Arve, et le transporter ensuite sur des radeaux à Bonneville, Carouge et Genève.
En 1792, les deux tiers de la population d'Arâches travaillent en horlogerie pour Genève, Carouge, La Chaux-de-Fonds, la Suisse et le Piémont. Cet artisanat fut introduit par le sieur Ballaloud en 1720.
En 1844, on compte encore 186 ouvriers-horlogers vivant avec leur famille au sein de la commune.
Lors des débats sur l'avenir du duché de Savoie, en 1860, la population est sensible à l'idée d'une union de la partie nord du duché à la Suisse. Une pétition circule dans cette partie du pays (Chablais, Faucigny, Nord du Genevois) et réunit plus de 13 651 signatures, dont 20 pour la paroisse. Le duché est réuni à la France à la suite d'un plébiscite organisé les 22 et 23 avril 1860 où 99,8 % des Savoyards répondent « oui » à la question « La Savoie veut-elle être réunie à la France ? ».
Une partie de la commune de Saint-Sigismond en est séparée pour former la nouvelle commune de la Frasse en 1869.
En 1936, la station de sports d'hiver des Carroz d'Arâches est créée, puis en 1968, celle de Flaine.
Les communes d'Arâches et de La Frasse ont fusionné en 1973. Le 1er janvier 2000, la commune d'Arâches change de nom pour devenir Arâches-la-Frasse.

## Politique et administration

### Liste des maires

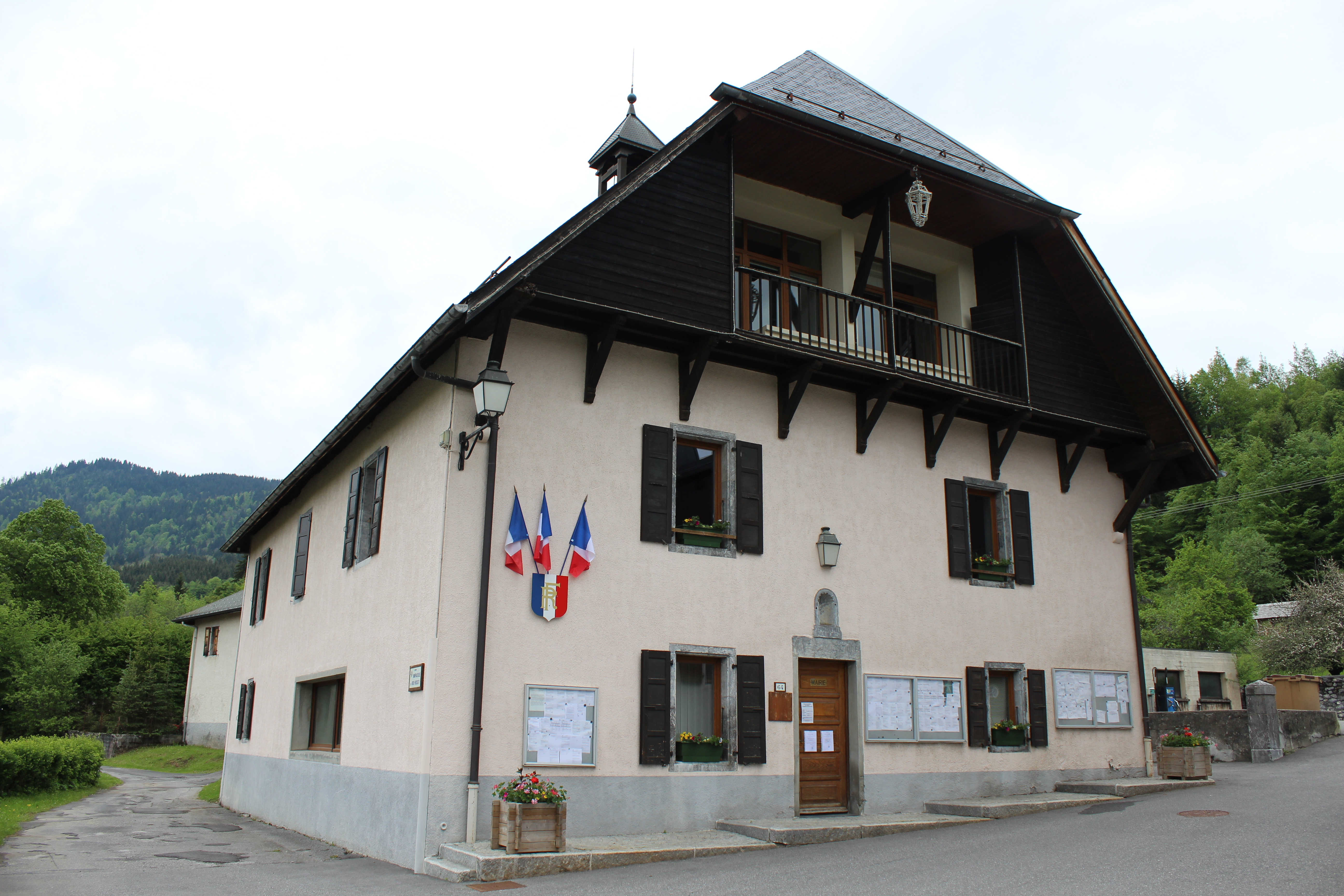
Mairie d'Arâches-la-Frasse.

| Période                                  | Période  | Identité              | Étiquette | Qualité |
| ---------------------------------------- | -------- | --------------------- | --------- | ------- |
|                                          |          | François Moret        |           |         |
|                                          | 1861     | Jean Marie Poncet     |           |         |
| 1861                                     | 1864     | Jean Marie Passy      |           |         |
| 1864                                     | 1865     | Jean Louis Plantaz    |           |         |
| 1865                                     | 1869     | Jean Claude Plantaz   |           |         |
| 1869                                     | 1869     | Claude Pernat         |           |         |
| 1869                                     | 1877     | François Moïse Reydet |           |         |
| 1878                                     | 1878     | Claude François Passy |           |         |
| 1878                                     | 1881     | Michel Cartier        |           |         |
| 1881                                     | 1884     | Jean Marie Crettier   |           |         |
| 1884                                     | 1884     | Jean François Renand  |           |         |
| 1884                                     | 1885     | Alfred Rannaz         |           |         |
| 1886                                     | 1894     | Michel Passy          |           |         |
| 1894                                     | 1907     | Jean Marie Plantaz    |           |         |
| 1907                                     | 1916     | François Bourbon      |           |         |
| 1921                                     |          | Ignace Cartier        |           |         |
| 1926                                     |          | Adolphe Rubin         |           |         |
| 1937                                     |          | Jean Plantaz          |           |         |
| 1942                                     | 1943     | Jean Claude Passy     |           |         |
| 1971                                     | 1972     | Raymond Chauveau      |           |         |
| 1972                                     | 1974     | Pierre Lemoulle       |           |         |
| 1974                                     | 1983     | Denis Clavel          |           |         |
| 1983                                     | 1989     | Michel Pépin          |           |         |
| 1989                                     | 2008     | Marc Iochum           | DVD       |         |
| 2008                                     | 2014     | Patricia Rosa         | SE        |         |
| 2014                                     | 2020     | Marc Iochum           | DVD       |         |
| 2020                                     | 2023     | Jean-Paul Constant    | SE        |         |
| 2023                                     | En cours | Alexandra Fourgeaud   | SE        |         |
| Les données manquantes sont à compléter. |          |                       |           |         |

## Démographie
Ses habitants sont appelés les Arâchois ou Catelus (mot en langue savoyarde).
L'évolution du nombre d'habitants est connue à travers les recensements de la population effectués dans la commune depuis 1793. Pour les communes de moins de 10 000 habitants, une enquête de recensement portant sur toute la population est réalisée tous les cinq ans, les populations de référence des années intermédiaires étant quant à elles estimées par interpolation ou extrapolation. Pour la commune, le premier recensement exhaustif entrant dans le cadre du nouveau dispositif a été réalisé en 2005.

En 2022, la commune comptait 1 777 habitants, en évolution de −7,5 % par rapport à 2016 (Haute-Savoie : +6,01 %, France hors Mayotte : +2,11 %).
| 1793 | 1800 | 1806 | 1822 | 1838 | 1848 | 1858 | 1861 | 1866 |
| ---- | ---- | ---- | ---- | ---- | ---- | ---- | ---- | ---- |
| 555  | 422  | 430  | 771  | 869  | 882  | 839  | 822  | 800  |

| 1872 | 1876 | 1881 | 1886 | 1891 | 1896 | 1901 | 1906 | 1911 |
| ---- | ---- | ---- | ---- | ---- | ---- | ---- | ---- | ---- |
| 830  | 829  | 783  | 760  | 757  | 732  | 702  | 640  | 579  |

| 1921 | 1926 | 1931 | 1936 | 1946 | 1954 | 1962 | 1968 | 1975 |
| ---- | ---- | ---- | ---- | ---- | ---- | ---- | ---- | ---- |
| 513  | 442  | 374  | 367  | 431  | 423  | 436  | 549  | 769  |

| 1982 | 1990  | 1999  | 2005  | 2006  | 2010  | 2015  | 2020  | 2022  |
| ---- | ----- | ----- | ----- | ----- | ----- | ----- | ----- | ----- |
| 971  | 1 383 | 1 680 | 1 806 | 1 819 | 1 816 | 1 928 | 1 814 | 1 777 |

## Économie

### Tourisme
Arâches-la-Frasse est l'une des 48 communes classées « commune touristique » du département.
Elle est également classée station de tourisme par décret du 29 novembre 2018.
En 2014, la capacité d'accueil de la station-commune, estimée par l'organisme Savoie Mont Blanc, est de 30 478 lits touristiques répartis dans 4 950 structures. Les hébergements se répartissent comme suit : 1 544 meublés, 12 résidences de tourisme, 7 hôtels, 7 centres ou villages de vacances/auberges de jeunesse et un refuge ou gîte d'étape.

## Culture locale et patrimoine

### Lieux et monuments
- L'église Saint-Michel, reconstruite en 1700[29]. Elle a été édifiée sur une ancienne église citée dans un acte de 1272, et dont la construction remonterait à 1222[30].
- Église Notre-Dame-de-la-Visitation de la Frasse (1787), réalisée par l'architecte Christophe Antoine[31].
- La chapelle de la Colonaz.
- L'église Notre-Dame-de-l'Assomption des Carroz-d'Arâches.
- La chapelle du Pernant aux Carroz.
- L'hôtel Le Flaine et l'immeuble Bételgeuse à Flaine sont tous deux inscrits au registre des monuments historiques.
- La chapelle œcuménique, située à Flaine forum[32].

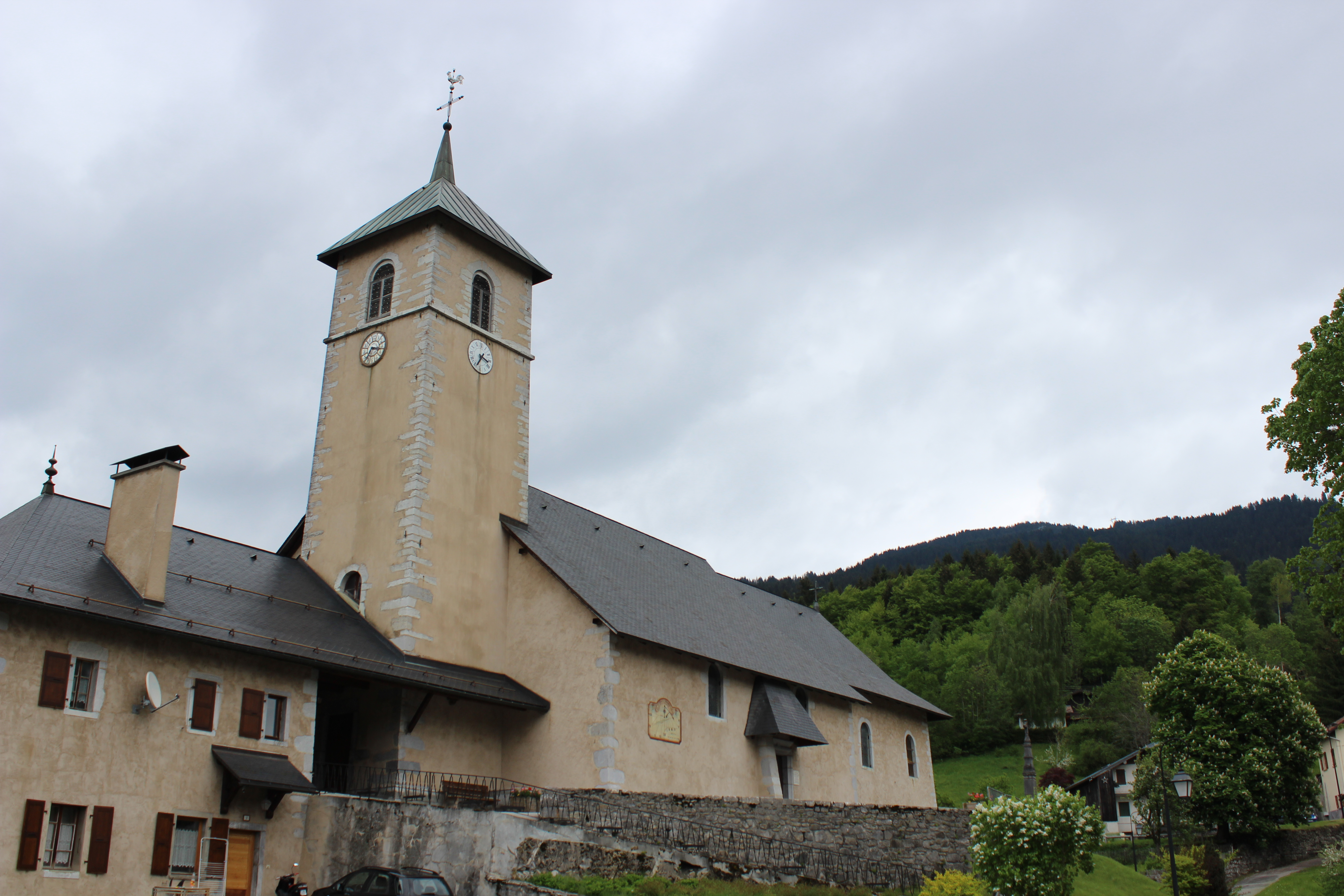
Église d'Arâches.
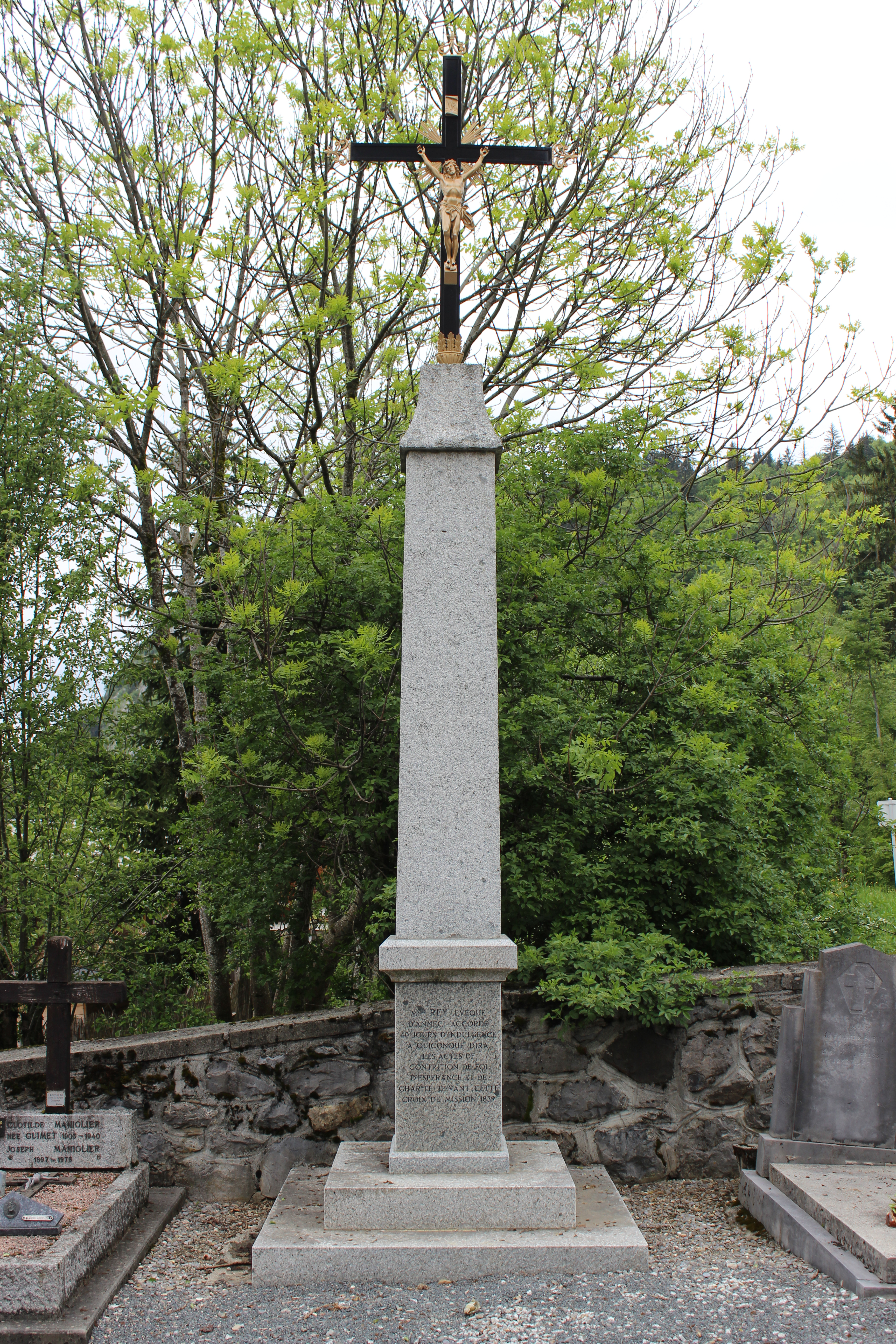
Croix de mission.
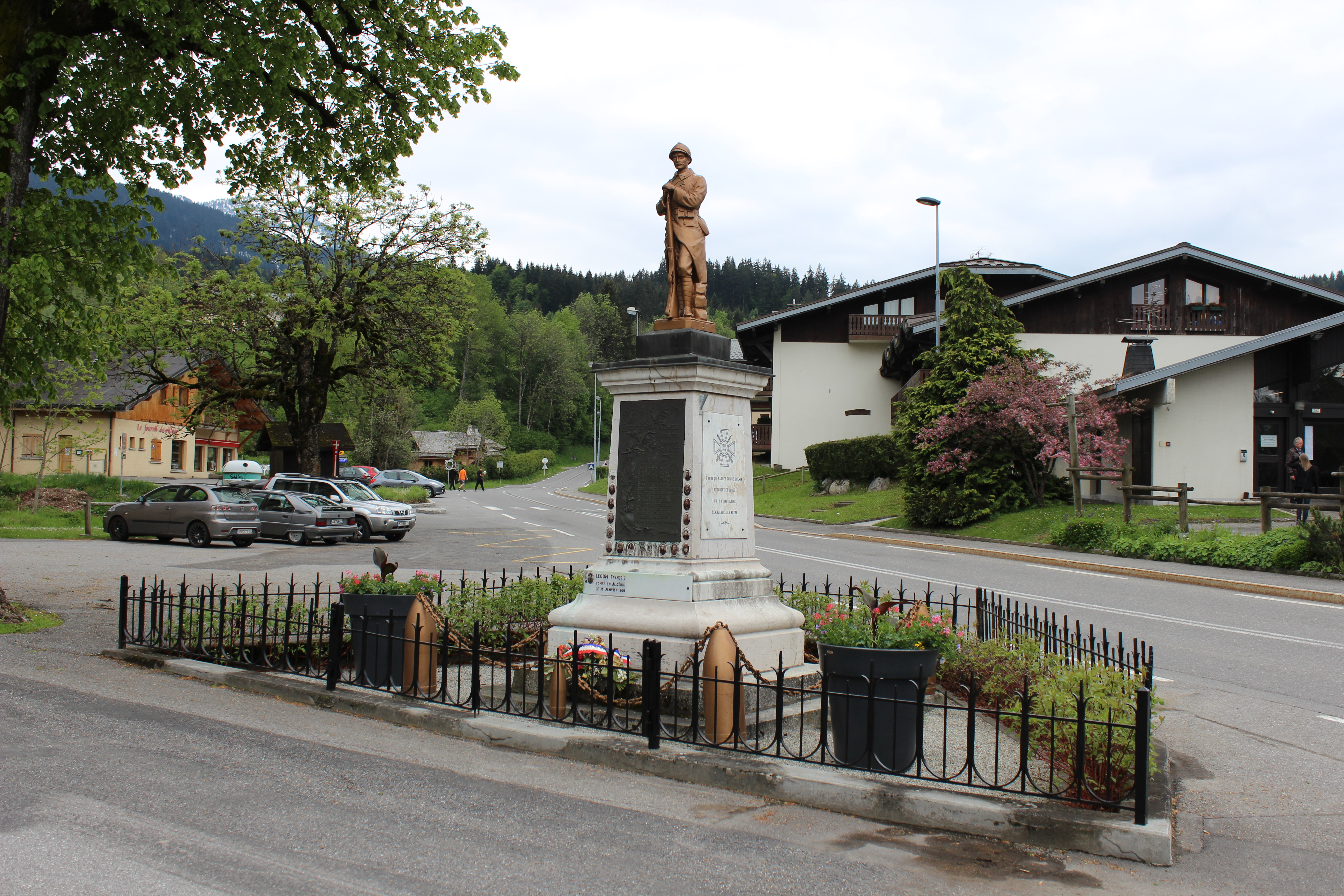
Monument aux morts.
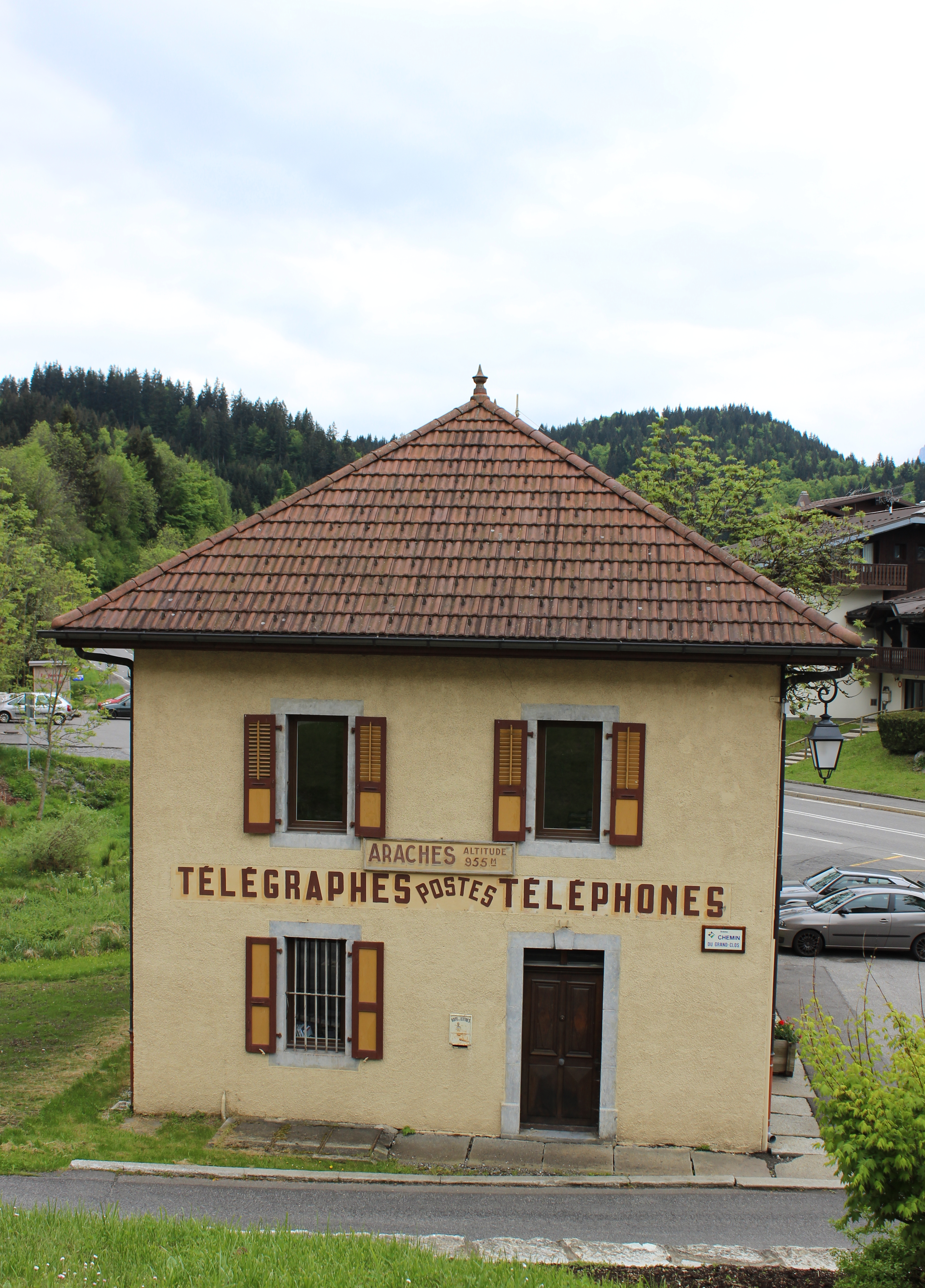
Télégraphes Postes Téléphones.
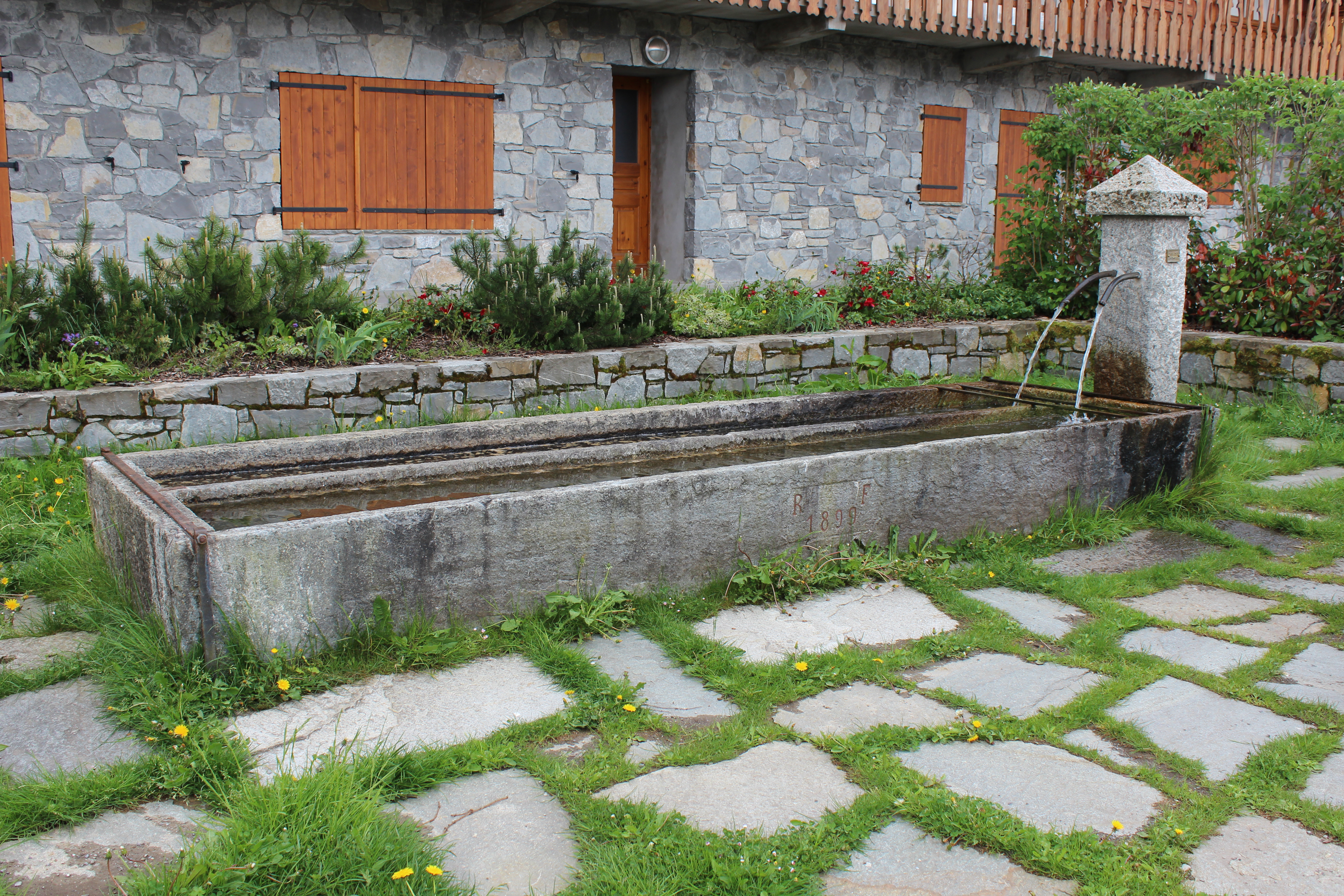
Fontaine.

### Espaces verts et fleurissement
En 2014, la commune obtient le niveau « deux fleurs » au concours des villes et villages fleuris.